# Jean Glavany
Jean Glavany (* 14. Mai 1949 in Sceaux, Département Seine, heute Département Hauts-de-Seine) ist ein französischer Anwalt und Politiker der Parti socialiste. Er vertritt das Département Hautes-Pyrénées in der Nationalversammlung.
Glavany trat 1973 dem Parti socialiste bei, seine Parteikarriere begann jedoch 1979, als der damalige Parteivorsitzende und spätere Staatspräsident François Mitterrand ihn bei einer lokalen Wahl im Pariser Vorort Issy-les-Moulineaux unterstützte. Er wurde zu einem von Mitterrands engsten Mitarbeitern und nachdem dieser zum Präsidenten gewählt worden war während der ersten Amtszeit (1981–1988) sein Büroleiter (chef de cabinet). 1989 begann er außerdem eine lokale Parteikarriere, als er zum Bürgermeister der Gemeinde Maubourguet im Département Hautes-Pyrénées gewählt wurde, was er bis 2001 blieb. Im März 2008 bewarb er sich um das Amt des Bürgermeisters von Tarbes, scheitert jedoch an dem konservativen Amtsinhaber Gérard Tremège. Auf nationaler Ebene war er 1992 bis 1993 im Kabinett von Premierminister Pierre Bérégovoy Staatssekretär für technische Ausbildung (enseignement technique), bis die Regierung bei den Wahlen 1993 abgewählt wurde. 1993–1998 vertrat er den 3. Wahlkreis des Départements Hautes-Pyrénées in der Nationalversammlung. Nach dem Wahlsieg der Linken 1997 wurde er Minister für Landwirtschaft und Fischerei (Ministre de l'Agriculture et de la Pêche) im Kabinett von Lionel Jospin. Nach dem erneuten Regierungswechsel 2002 wurde er erneut Abgeordneter des 3. Wahlkreises von Hautes-Pyrénées. Seit 2012 vertritt er nunmehr den 1. Wahlkreis von Hautes-Pyrénées. In diesem Jahr bewarb er sich auch für das Amt des Präsidenten der französischen Nationalversammlung, verzichtete jedoch schließlich zugunsten von Claude Bartolone.
| Personendaten    | Personendaten                                           |
| ---------------- | ------------------------------------------------------- |
| NAME             | Glavany, Jean                                           |
| KURZBESCHREIBUNG | französischer Anwalt und Politiker der Parti socialiste |
| GEBURTSDATUM     | 14. Mai 1949                                            |
| GEBURTSORT       | Sceaux, Département Seine                               |